# Chênaie verte et junipéraie de la Tartagine
Chênaie verte et junipéraie de la Tartagine este o arie protejată (sit de importanță comunitară — SCI) din Franța întinsă pe o suprafață de 513 ha, integral pe uscat.

## Localizare
Centrul sitului Chênaie verte et junipéraie de la Tartagine este situat la coordonatele 42°30′27″N 9°03′34″E / 42.5075°N 9.05944°E.

## Înființare
Situl Chênaie verte et junipéraie de la Tartagine a fost declarat arie specială de conservare în baza directivei 92/43 din 1992 referitoare la conservarea habitatelor naturale și a faunei și florei sălbatice pentru a proteja 13 specii de animale.

## Biodiversitate
Situată în ecoregiunea mediteraneană, aria protejată conține 5 habitate naturale: Matorral arborescenți cu Juniperus spp., Grohotișuri silicioase de la nivelul montan până la nivelul zăpezii (Androsacetalia alpinae și Galeopsietalia ladani), Galerii de Salix alba și de Populus alba, Lande oro-mediteraneene cu formațiuni endemice de grozamă, Păduri de Quercus ilex și Quercus rotundifolia.
La baza desemnării sitului se află mai multe specii protejate:
- amfibieni (2): Discoglossus montalentii, Discoglossus sardus
- mamifere (7): liliac cârn (Barbastella barbastellus), Cervus elaphus corsicanus, liliac cu aripi lungi (Miniopterus schreibersii), liliac cu picioare lungi (Myotis capaccinii), liliac cărămiziu (Myotis emarginatus), Ovis gmelini musimon, liliacul mare cu potcoavă (Rhinolophus ferrumequinum)
- nevertebrate (1): croitorul mare al stejarului (Cerambyx cerdo)
- pești (2): salmo cettii (Salmo cetti), Salmo macrostigma
- reptile (1): țestoasă bănățeană (Testudo hermanni)

Pe lângă speciile protejate, pe teritoriul sitului au mai fost identificate 2 specii de plante, 12 specii de păsări, 3 specii de amfibieni, 10 specii de mamifere, 3 specii de nevertebrate, 3 specii de pești, 4 specii de reptile.